# 楊溥 (成化進士)
楊溥（1436年—？），字公溥，山東萊州府掖縣人，明朝政治人物。進士出身。

## 生平
山東鄉試第五名。成化二年（1466年）丙戌科會試第十九名，殿試登進士第二甲第五十一名。

## 家族
曾祖楊克仁。祖父楊伯原。父亲楊勝。